# Louis Dejean

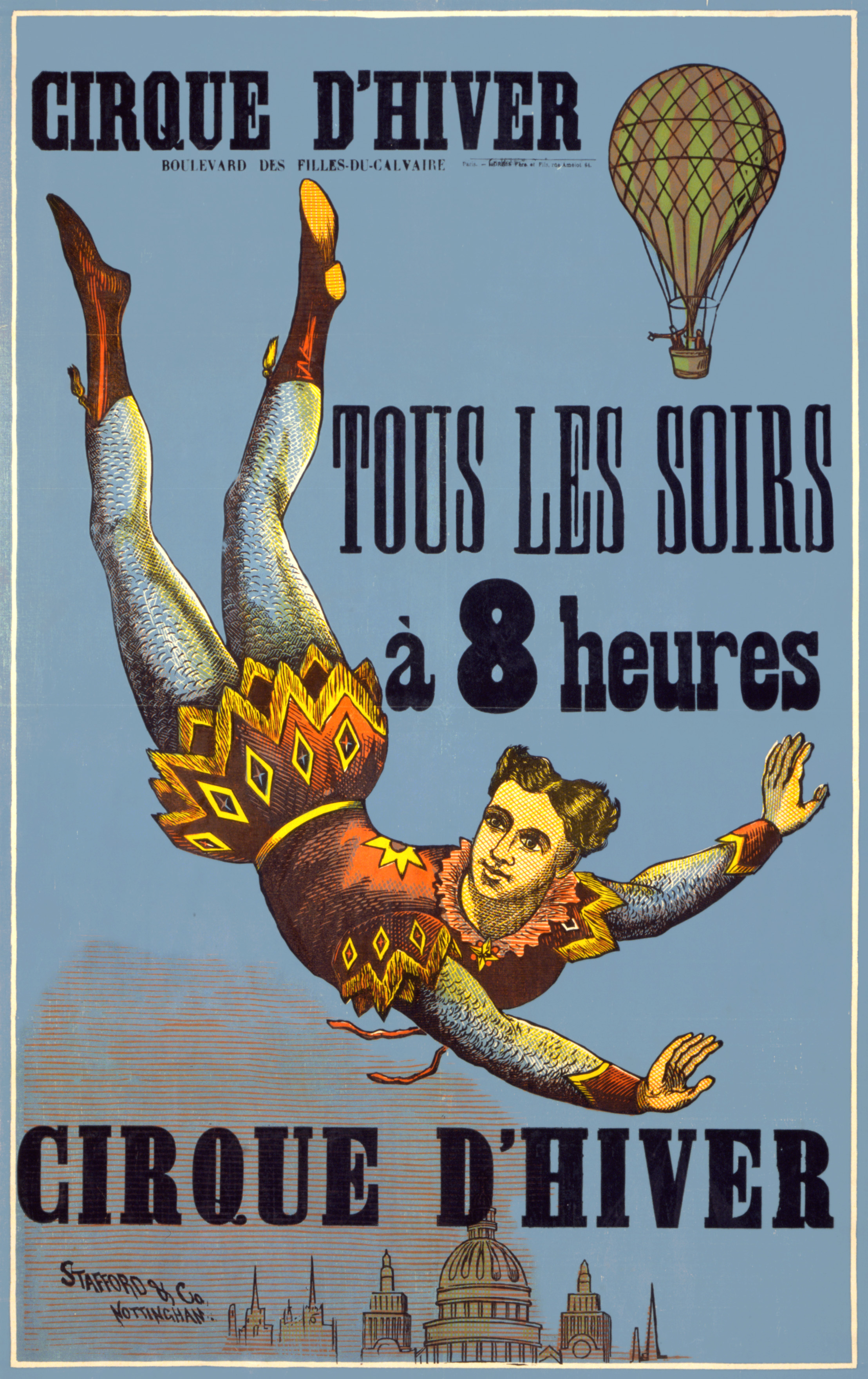
Póster de finales del para el Cirque d'Hiver

Louis Dejean (1786-1879) fue un empresario circense francés. 

## Biografía
Fue aprendiz de carnicero y, posteriormente, hizo fortuna vendiendo carne al ejército, además de con la especulación inmobiliaria. En 1841 compró el Cirque Olympique a la familia Franconi y lo reconvirtió en el Cirque d'Été (Circo de Verano), para el que se construyó un edificio de nueva planta diseñado por Jacques Hittorff. Posteriormente, en 1852, fundó el Cirque Napoléon (posterior Cirque d'Hiver, Circo de Invierno), con un edificio ideado igualmente por Hittorff. Dotado de un fino instinto para el espectáculo, Dejean fue además un excelente administrador, al tiempo que mantuvo buenas relaciones con el estamento político e institucional, hasta el punto de que el rey Luis Felipe lo nombró caballero de la Legión de Honor y Napoleón III oficial de la misma.
Para su espectáculo, contrató a las mejores estrellas del momento, como los jinetes Théodore Rancy, Caroline Loyo o los hermanos Loisset, el payaso Auriol, el malabarista Agoust o el trapecista Jules Léotard —que dio nombre a la prenda llamada leotardo—. También introdujo espectáculos complementarios, como las exposiciones etnológicas, así como fantasías inspiradas en las conquistas coloniales del Segundo Imperio. Contaba además con una orquesta de cuarenta músicos y todos los miembros de la compañía, incluso los utilleros, iban uniformados, por lo que consolidó un estilo elegante y refinado, una de las señas de identidad del circo francés.